# Euhesma malaris
Euhesma malaris är en biart som först beskrevs av Michener 1965.  Euhesma malaris ingår i släktet Euhesma och familjen korttungebin. Inga underarter finns listade i Catalogue of Life.

## Bildgalleri

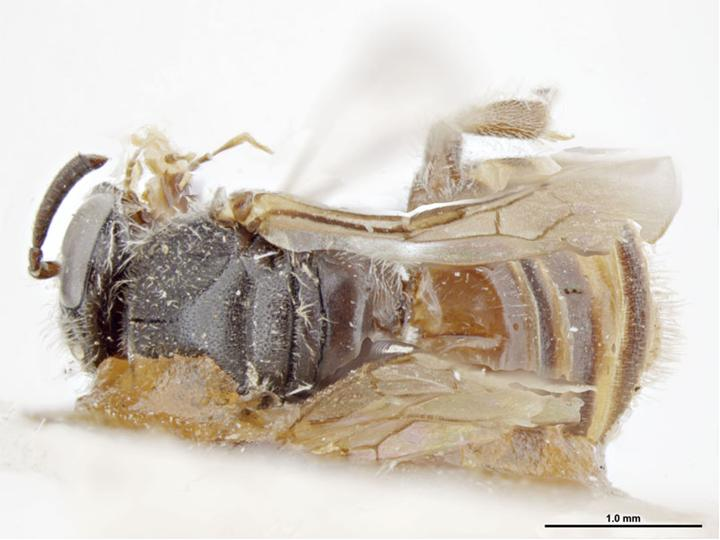